# 前426年
| 千纪： | 前1千纪 |
| 世纪： | 前6世纪 \| 前5世纪 \| 前4世纪 |
| 年代： | 前450年代 \| 前440年代 \| 前430年代 \| 前420年代 \| 前410年代 \| 前400年代 \| 前390年代                                                                     |
| 年份： | 前431年 \| 前430年 \| 前429年 \| 前428年 \| 前427年 \| 前426年 \| 前425年 \| 前424年 \| 前423年 \| 前422年 \| 前421年                                       |
| 纪年： | 周考王十五年 魯元公十一年 齊宣公三十年 晉幽公八年 趙襄子五十年 秦懷公三年 楚簡王六年 宋昭公四十三年 衛昭公六年 鄭共公二十九年 燕閔公十三年 越王朱勾二十二年 |

## 大事記
- 伯罗奔尼撒战争中，由徳谟斯提尼率领的雅典联军在挨托利亚地区惨败于当地军队。
- 伯罗奔尼撒战争中，由徳谟斯提尼率领雅典联军在奥尔匹之战与爱多美尼之战中两战两捷，击败伯罗奔尼撒联军与安布累喜阿的军队。